# Ферадах мак Роса
Ферадах мак Роса (Ферадах мак Росс; др.‑ирл. Feradach mac Rosa, Feradach mac Ross; упоминается в 550-х годах) — возможно, король Коннахта в 550-х годах из рода Уи Фиахрах.

## Биография
Согласно средневековым генеалогиям, Ферадах мак Роса принадлежал к септу Фир Хера, одной из частей коннахтского рода Уи Фиахрах. Прапрадедом Ферадаха был Фиахра мак Эхах, в честь которого этот род и получил своё название. Ни один из ближайших предков Ферадаха не владел престолом Коннахта, который в V — первой половине VI веков занимали представители других ветвей Уи Фиахрах, а также члены рода Уи Бриуйн.
В ирландских анналах не упоминается о королевском статусе Ферадаха мак Роса. Однако в этом качестве он представлен в списке монархов Коннахта, сохранившемся в составе «Лейнстерской книги». Здесь он назван преемником Эху Тирмхарны, смерть которого в «Анналах Тигернаха» датирована 556 годом. В списке списке королей сообщается, что Ферадах правил три года и что вслед за ним престол занимал его внук Маэл Котайд мак Маэл Умай. В поэме о коннахтских королях Ферадах наделён эпитетами «щедрый» и «правосудный».
Современные историки считают возможным занятие престола Коннахта лицом, не отмеченным в ирландских анналах. Вероятно, Ферадах мак Роса мог некоторое время править королевством между кончиной Эху Тирмхарны и восшествием на престол его сына Аэда мак Эхаха. Последнее событие в «Анналах Тигернаха» датировано 557 годом.
Об обстоятельствах правления Ферадаха мак Роса никаких сведений в исторических источниках не сохранилось. Неизвестна даже дата его смерти. В генеалогиях сообщается о том, что у Ферадаха был сын Маэл Умай, отец жившего в начале VII века Маэл Котайда.